# Cristofano Allori
Cristofano Allori (født 17. oktober 1577, død 1. april 1621) var en italiensk maler (1577-1621) og søn af Alessandro Allori.

Allori uddannede sig under Gregorio Pagani til en betydelig kunstner, hvis værker bærer et personligt præg og udmærker sig ved kraftig, varm kolorit. Hans mest bekendte arbejde er det smukke: Judith med Holofernes’ Hoved, i Pitti-Galleriet i Firenze; gentagelser af samme billede findes bl.a. i Wien og Uffizi. Han var også en dygtig landskabsmaler og -tegner og udførte mange gode portrætter (Selvportræt i Uffizi, en suite miniaturagtig, på kobber malede portrætter af florentinske personligheder etc.). 